# La roccia della morte
La roccia della morte (Dødsklippen) è un film muto del 1913 diretto da Einar Zangenberg.

## Produzione
Il film fu prodotto dalla Kinografen.

## Distribuzione
In Danimarca, il film fu presentato in prima al Kinografen di Copenaghen il 24 novembre 1913. In Finlandia, con il titolo Kuolonkallio (o Kuolemankallio), uscì nelle sale il 20 aprile 1914. In Italia, distribuito dalla Degiglio, ottenne nel novembre 1913 il visto di censura numero 1665.